# Pusztaradvány, Borsod-Abaúj-Zemplén
Pusztaradvány este un sat în districtul Encs, județul Borsod-Abaúj-Zemplén, Ungaria, având o populație de 266 de locuitori (2011). 

## Demografie
Componența etnică a satului Pusztaradvány
     Maghiari (75,92%)
     Romi (24,08%)
Componența confesională a satului Pusztaradvány
     Romano-catolici (73,31%)
     Greco-catolici (4,89%)
     Reformați (1,88%)
     Necunoscută (19,92%)
Conform recensământului din 2011, satul Pusztaradvány avea 266 de locuitori. Din punct de vedere etnic, majoritatea locuitorilor (75,92%) erau maghiari, cu o minoritate de romi (24,08%).  Din punct de vedere confesional, majoritatea locuitorilor (73,31%) erau romano-catolici, existând și minorități de greco-catolici (4,89%) și reformați (1,88%). Pentru 19,92% din locuitori nu este cunoscută apartenența confesională.